# Movimiento Progresista AC
Movimiento Progresista AC es una asociación civil ciudadana creada y liderada por el ex canciller mexicano, Marcelo Ebrard.

## Historia
El 20 de julio de 2013 Marcelo Ebrard, entonces presidente de la Red Global de Ciudades Seguras de la ONU, fundó una corriente de expresión dentro del Partido de la Revolución Democrática, PRD, a la que denominó Movimiento Progresista, retomando el nombre de la coalición de izquierda Movimiento Progresista que participó en las elecciones federales en México de 2012.
El 22 de febrero de 2014, la corriente interna de opinión se transformó en la asociación civil denominada Movimiento Progresista, A.C., a fin de dar cabida a los no afiliados al Partido de la Revolución Democrática, PRD, y convertirse en un movimiento ciudadano "cuyo propósito estratégico es cambiar el rumbo del país logrando que la izquierda actúe de manera mucho más coordinada".
Entre las acciones promovidas por Movimiento Progresista AC están la creación de un Polo Legislativo Progresista que evite la aprobación "al vapor" de las leyes de la reforma constitucional en materia energética, agrupando a legisladores de diversos partidos de izquierda, y la creación de programas de debate e información destinados a fomentar la participación ciudadana de los jóvenes.

## Estructura
Marcelo Ebrard es el actual presidente de la asociación, que cuenta con una mesa directiva y un consejo con representación de todos los estados del país.

## Reacciones
La constitución de Movimiento Progresista A.C. provocó reacciones dentro del Partido de la Revolución Democrática, PRD, cuyo presidente nacional, Jesús Zambrano, recriminó que inicialmente se hubiera presentado como una corriente interna del perredismo, participando activamente en el Comité Político Nacional (CPN).
Algunos medios interpretaron la fundación de la asociación civil, que se dio poco después de que Marcelo Ebrard anunciara que dejaba el puesto de presidente de la Red de Ciudades Seguras de la ONU, como un alejamiento del exjefe de Gobierno con el Partido de la Revolución Democrática, sin embargo, Marcelo Ebrard descartó que fuera a salir del partido e incluso manifestó su intención de contender por la presidencia nacional del mismo. Sin embargo no fue hasta 2015, cuando Ebrard oficializó su renuncia al PRD. Marcelo fue parte del equipo de campaña de Andrés Manuel López Obrador de 2018, responsable de la interacción en los estados del noroeste de México. Después de que López Obrador ganó en las elecciones federales de 2018, Ebrard fue anunciado como Secretario de Relaciones Exteriores, cargo que ocupó hasta 2023 cuando renunció para competir por la candidatura presidencial por el partido Morena.